# Sanne van Hek
Lisanne „Sanne“ van Hek (* 4. November 1978 in Eindhoven; † 7. April 2020 ebenda) war eine niederländische Jazz- und Improvisationsmusikerin (Trompete).

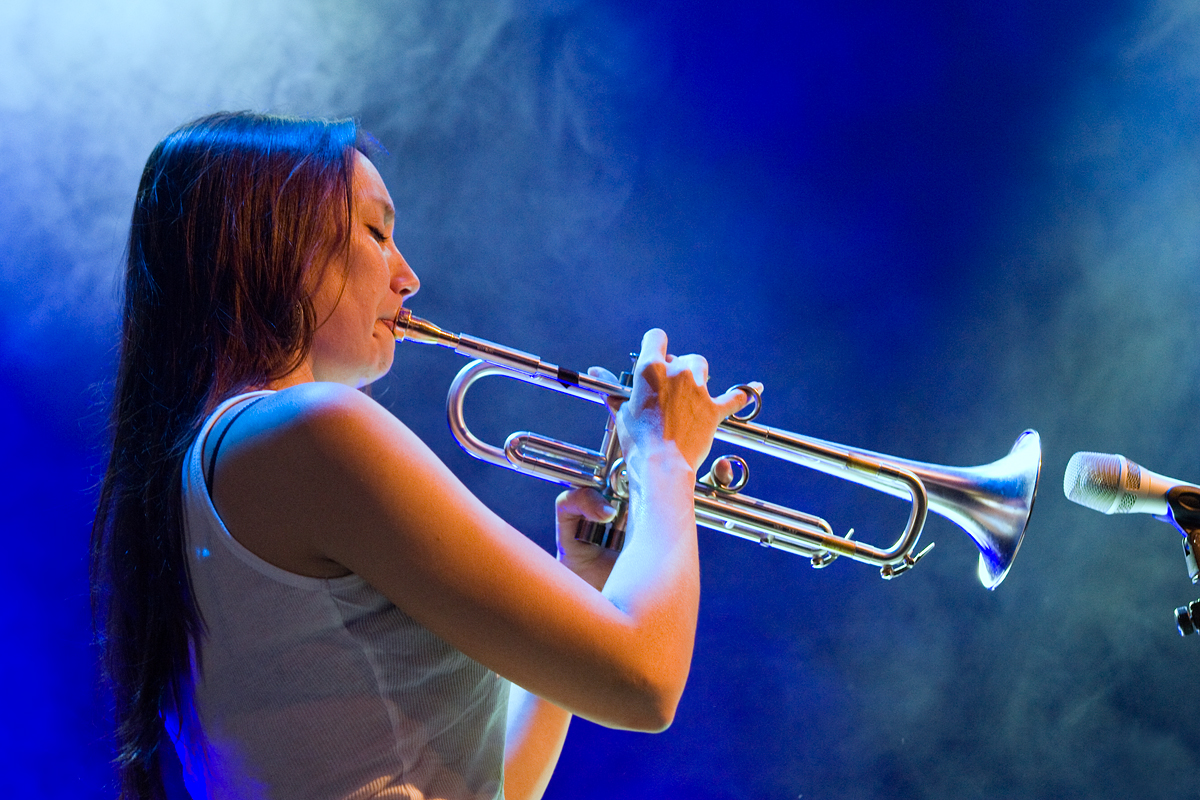
Sanne van Hek, Moers Festival 2009

## Leben und Wirken
Hek quittierte früh ihre Ausbildung in klassischer Musik, spielte vorübergehend Bass und Schlagzeug, bevor sie als Quereinsteigerin mit 20 Jahren Trompete lernte. Sie studierte an verschiedenen Konservatorien in den Niederlanden, der Manhattan School of Music und auf dem Berklee College of Music. Sie spielte unter anderem im Projekt Elektron von  Michiel Borstlap und verfolgte eigene Projekte. 
2004 veröffentlichte Hek ihr Debütalbum Ask mE latEr. Im selben Jahr trat sie mit ihrem Trio, zu dem Frans van der Hoeven und John Engels gehörten, beim North Sea Jazz Festival auf. Dann gründete sie das Improvisationstrio The Black Napkins mit Jasper Stadhouders (Gitarre) und Gerri Jäger (Drums), mit dem sie 2009 auf Tournee war. Mit dem Live-Elektroniker Koenraad Ecker spielte sie im Duo Ecker/Van Hek, und mit dem Quartett Stadhouders/Govaert/Cherrin/Van Hek. Weiter gehörte sie dem Sextett Gowk des belgischen Musikers Teun Verbruggen an. 2012 trat sie im Oktett mit u. a. David Kweksilber und Benoît Delbecq und im Trio mit Shahzad Ismaily und Onno Govaert auf. Auch war sie Mitglied der Gruppe von Magic Malik (Alternate Steps, 2012) und bildete mit dem Bassisten Trevor Dunn das Duo SpermCurch. Van Hek entwickelte die Software selbst, die sie für ihre Musik verwendete.

## Preise und Auszeichnungen
2003 erhielt Hek den Dordtse Jazz Prijs. 2010 wirkte sie als Improviser in Residence in Moers. 2019 gewann sie den ACT Award des Eindhovener STRP-Festivals.

## Diskographische Hinweise
- Ask mE latEr (2004, mit Franz von Chossy, Jeroen Vierdag, Joost van Schaik sowie Denis Gäbel)
- The Black Napkins (Rat Records, 2009)
- Sanne van Hek / Angel Faraldo / Glenn Gaddum Jr. / Eve Risser / Trevor Dunn / Koen Kaptijn / Tjeerd Oostendorp / Oscar Noriega / Xavier Lopez / Fred Lyenn Jacques / Jesse Quattro / Shahzad Ismaily Network of Stoppages (MLB, 2013)